# دونالد غوردون (رجل أعمال جنوب إفريقي)
دونالد غوردون (بالإنجليزية: Donald Gordon)‏ هو شخصية أعمال جنوب أفريقي، ولد في 24 يونيو 1930.

## وصلات خارجية
- الموقع الرسمي